# 스카이 항공
스카이 항공(Sky Airline)은 칠레 산티아고 아르투로 메리노 베니테스 국제공항에 기반을 둔 항공사이다. LATAM 항공 그룹에 이어 칠레에서 2번째로 큰 항공사이며 해당 국가의 저가 모델로 운영되는 2번째로 큰 항공사이다. 아르헨티나, 브라질, 페루, 우루과이로 국제선을 운영한다. 또, 칠레와 남아메리카에서 전세기를, 페루 내에서 국내비행을 운영한다.